# Kildevænget
Kildevænget på Østerbro er en blind u-formet vej, der munder ud i Vesterled/Strandøre. Den er én af i alt 36 Kildevænget-adresser i Danmark.
Gaden fik i sit navn i 1917 efter Sankt Hans kilde, der lå i nærheden.

## Nævneværdige bygninger i gaden
Stort set alle huse på vejen er hvidmalede to-etagers rækkehuse fra 1959-1960. Bebyggelsen giver mindelser om hoteller eller feriebyer, og det skyldes, at manden bag var Aage V. Jensen, der også byggede Hotel Hvide Hus i forskellige danske byer, nu en del af Helnan-hotelkæden. Arkitekten var her Svend Fournais.